# Rupert (Vermont)
Rupert – miasto w Stanach Zjednoczonych, w stanie Vermont, w hrabstwie Bennington.